# Toshām
Toshām är en ort i Indien.   Den ligger i distriktet Bhiwani och delstaten Haryana, i den norra delen av landet, 130 km väster om huvudstaden New Delhi. Toshām ligger 213 meter över havet och antalet invånare är 12 528.
Terrängen runt Toshām är platt. Runt Toshām är det tätbefolkat, med 276 invånare per kvadratkilometer. Det finns inga andra samhällen i närheten. Trakten runt Toshām består till största delen av jordbruksmark.